# 櫓投げ
櫓投げ（やぐらなげ）は、相撲の日本相撲協会制定決まり手八十二手、投げ手の一つである。

## 解説
相手を吊り上げながら膝で相手の内腿を跳ね上げて投げる技。投げられる相手が宙に浮き、高く上がるため、豪快な決まり手と称される。体重が軽いとこの技がかけられやすい。
大正後期から昭和初期にかけて活躍した横綱常ノ花や昭和20年代後半から30年代前半にかけて活躍した関脇羽嶋山の得意技だった。非常に珍しい決まり手で、戦後には1975年11月場所9日目に青葉山が福の花に決めて以降、幕内の取組では長らく使われなかったが、2009年7月場所13日目に朝青龍が櫓投げで日馬富士を投げ飛ばし、34年ぶりに櫓投げの決まり手がアナウンスされた。その6年半後、2015年11月場所7日目に白鵬が隠岐の海に櫓投げで勝っている。
また、2008年5月場所に、安馬（のちの日馬富士）と若ノ鵬の取組で安馬が若ノ鵬をうっちゃりで投げ飛ばし勝った際に、北の湖理事長（当時）や初代若乃花、北の富士らが「櫓投げ」と述べたことがあった。
日本大相撲トーナメント・第三十六回大会3回戦第1試合では白鵬が隆の山に対して決めたが、場内発表はなぜか掴み投げであり、白鵬も「わかってないな…」と不満そうに記者に対して漏らしていた。その後、白鵬は2015年11月場所に隠岐の海に対してこの技を決め、この時は公式記録も櫓投げとなった。
因みに1972年3月場所11日目に行われた琴櫻と貴ノ花との対戦では琴櫻が二本を差されながらこの技を打って白星を得ている。ところがその琴櫻は翌12日目の取組で前の山に張り手で気絶させられ、一方的に下手投げに転がって敗れたことで、この一番が「無気力相撲」に該当すると指摘されてしまった。折しも大関陣の無気力相撲に対する批判が強まっていた中、前日と当日とであまりにも相撲内容が異なることが状況証拠となった形で琴櫻と前の山の両人は印象を悪くしてしまった。特に前の山は12日目まで6勝6敗であったところ、13日目から師匠の高砂の判断によって途中休場を喫し、この場所限りで大関の座に別れを告げる経緯を辿った。
決まり手70手制定以前は上手櫓と下手櫓で区別した。
柔道でも使われるが正式の技名称にはない。柔道の書籍では1930年の柔道家尾形源治著『柔道神髄』で紹介されている。移腰に分類されたり、フロント内股（ふろんとうちまた）と呼ばれ、内股に分類されたり、相手の後帯を持てば帯取返に分類されたりしている。